# Iracema (personnage)
Pour les articles homonymes, voir Iracema.
Iracema est le nom du personnage qui donne son nom au roman de José de Alencar, publié en 1865, qui évoque la colonisation du Ceará au cours du XVIIe siècle, et le conflit entre deux nations indiennes : les Potiguaras ou Pitiguaras - habitants des zones côtières et alliés des colonisateurs portugais, et les Tabajaras - habitants des campagnes et alliés des Français. 

## Description
Les traits attribués à Iracema sont analogues à la nature exubérante locale. Elle est présentée comme « la vierge aux lèvres de miel », dont les cheveux étaient plus sombres que l'aile de Graúna (nom d'un corbeau brésilien connu) et son sourire plus doux qu'un -favo da jati-. Cette relation harmonieuse, cependant, ne dure que jusqu'au contact de l'indienne avec un colon prénommé Martin. L'amour qui les unit est une allégorie du processus de colonisation du Brésil et de l'Amérique par les Européens ("Iracema" est une anagramme du mot "America") et il est doublement interdit car ils sont issus de nations ennemies et Iracema représente un rôle important parmi les Tabajaras : "Sa main confectionne la boisson de Tupã (dieu suprême) pour le Pajé (le chef spirituel et guérisseur indien)". Iracema viole le secret de sa tribu et prépare la boisson pour Martin qui s'assoupit, rêve de la jeune indienne, et quand il se réveille, en fait son amante.
Iracema vit un amour fait de renoncement et de sacrifice qui la place au statut de paria et elle est forcée d'abandonner son peuple. Elle ne peut vivre ni chez les Blancs, ni chez les Pitiguaras. Exilée, elle porte en son sein le fruit d'une nouvelle communauté- les mamelouks, ni Indiens ni Européens, mais Brésiliens.
Seule et nostalgique de Martin, Iracema donne naissance à son fils. Quand il revient de la chasse, Martin reçoit son fils "Moacir" des mains d'Iracema. Il assiste alors à la mort de son épouse et l'enterre au pied d'un palmier. Cet endroit, selon le narrateur, viendra, un jour, à s'appeler Ceará : "Le premier cearense, encore dans son berceau, émigra des terres de sa patrie. Était-ce ici, la prédestination d'une race ?".